# Asistencia Médica Ambulatorial
AMA (Assistência Médica Ambulatorial) es una unidad ambulatorial pública del municipio de São Paulo.
Fueron creadas para atenciones no asociadas como casos de pequeña complejidad en las áreas de clínica médica, pediatría y cirugía general o ginecología.
Además de consultas médicas, las AMAs realizam exámenes, como tomografía computadorizada y mamografía, y pequeñas cirugías.
Creadas por la prefectura después del año 2005 y administradas por la Prefectura de São Paulo y órganos privados, las AMAs tienen el objetivo de desahogar las urgencias de los hospitales. Son en total 121 AMAs distribuidas por São Paulo, acopladas en las Unidades Básicas de Salud (UBSs). Son tres AMAs en el Centro, 53 en la Zona Este, 22 en la Zona Norte, seis en la Zona Oeste y 36 en la Zona Sur. 